# Тест Люшера
Колі́рний тест Лю́шера (Тест вибору кольорів Люшера) — психологічний тест, розроблений швейцарським психологом Максом Люшером (Lüscher) в 1947 році. Процедура тестування полягає у впорядкуванні набору кольорів у порядку від найприємнішого в цей час до найнеприємнішого для людини. Оригінальний тест являє собою книгу з 23 спеціально підібраними кольорами, які становлять 81 сполучення, що містять повторення комбінацій.

## Використання
Тест Люшера використовують для:
- Діагностика нервово-психічного стану (існуюча ситуація, джерело стресу, проблеми)
- Прогнозу працездатності (рівень продуктивності нервово-психічної напруги, рівень мобілізованої фізичних і психічних ресурсів, імовірна поведінка в екстремальній ситуації)
- Професійного відбору, профорієнтації
- Психологічного консультування:
  - Визначення спектра актуальних проблем
  - Визначення рівня мнестичних порушень
  - Діагностики формальних розладів мислення
  - Визначення варіанту акцентуації характеру
  - Виявлення дисимулятивних тенденцій

## Інтерпретація
Інтерпретація результатів виконується з урахуванням категорій функції й структури кольору. Під функцією кольору Макс Люшер розуміє суб'єктивне відношення обстежуваного до кольору, обумовлене його емоційним станом у момент дослідження. Структура кольору визначається нібито об'єктивним знанням кольору, його психологічного змісту. Відповідно до функції й структури кольору за допомогою спеціальних таблиць одержують стандартні характеристики особистісних властивостей обстежуваного.

## Популярність
Не зважаючи на відсутність доведення ефективності тесту, він здобув велику популярність, що зумовило велику кількість підробок, які публікувалися у журналах і зараз розміщуються в інтернеті. Наприклад, у російському видавництві «Ексмо» тільки у 2002 р. випустили тиражем 9000 екземплярів книгу «Кольоровий тест Люшера» під авторством самого професора. За словами Олени Шиков, керівника департаменту оцінки персоналу SHL, яка представляє інтереси Люшера в Росії, ця книга — вільний переклад його праць, надрукований без дозволу автора.